# Muzeum Jana Pawła II i Prymasa Wyszyńskiego
Muzeum Jana Pawła II i Prymasa Wyszyńskiego w Warszawie – państwowa instytucja kultury współprowadzona przez Ministerstwo Kultury i Dziedzictwa Narodowego oraz archidiecezję warszawską. Zostało powołane 15 kwietnia 2016 w wyniku przekształcenia z instytucji prowadzonej przez Archidiecezje Warszawską, powołanej 18 maja 2010 roku na mocy dekretu arcybiskupa warszawskiego, kardynała Kazimierza Nycza.
Muzeum zlokalizowane jest na warszawskim Wilanowie, pod kopułą Świątyni Opatrzności Bożej. Jest nowym miejscem na kulturalnej mapie Warszawy. Ekspozycja główna znajduje się w pierścieniu okalającym kopułę Świątyni na wysokości 26 metrów i zajmuje około 2000 metrów kwadratowych powierzchni.
Uroczyste otwarcie Muzeum Jana Pawła II i Prymasa Wyszyńskiego z udziałem Prezydenta RP Andrzeja Dudy miało miejsce 16 października 2019.

## Misja
Celem twórców jest pokazanie życia i działalności Jana Pawła II i prymasa Stefana Wyszyńskiego. Przede wszystkim zaś pokazanie wartości którymi się kierowali – na tle historii Polski XX wieku – i przekazanie tych wartości, ich słowami, do współczesnego odbiorcy. Będzie więc to muzeum słowa. Papież i prymas mają zabrać widzów w historyczną podróż. Zaczyna się ona w 1901 r. – roku urodzin Stefana Wyszyńskiego – a kończy w 2005 roku, w którym zmarł Jan Paweł II. Daty te tworzą czasowe ramy dla opowieści o historii Polski, a także Europy. Muzeum będzie przypomniało Ich słowa, którymi komentowali tamten czas.

## Projekt i finansowanie
Muzeum działa na podstawie zarządzenia Ministra Kultury i Dziedzictwa Narodowego z dnia 15 kwietnia 2016 r. w sprawie utworzenia Muzeum Jana Pawła II i Prymasa Wyszyńskiego. Przedmiotem działania Muzeum jest: prowadzenie działalności o charakterze kulturalnym, naukowym i edukacyjnym, w zakresie historii Kościoła katolickiego, ze szczególnym uwzględnieniem postaci Jana Pawła II i prymasa Stefana kardynała Wyszyńskiego oraz gromadzenie, opracowywanie, konserwacja, przechowywanie i udostępnianie zbiorów oraz materiałów dokumentacyjnych, w zakresie dziedzictwa i przesłania życia papieża Jana Pawła II i prymasa Stefana kardynała Wyszyńskiego, ujętych na tle historii Polski i świata w kontekście historycznym, społecznym i religijnym.
Zgodnie ze statutem Muzeum Jana Pawła II i Prymasa Wyszyńskiego nadzór nad Muzeum sprawuje Arcybiskup Metropolita Warszawski i Minister Kultury i Dziedzictwa Narodowego.
Źródłami finansowania działalności Muzeum są: dotacje przekazywane przez Ministra i inne podmioty; środki przekazywane przez Archidiecezję; przychody z prowadzonej działalności; przychody z najmu i dzierżawy składników majątkowych; środki otrzymywane od osób fizycznych i prawnych oraz z innych źródeł.
Generalnym inwestorem muzeum jest archidiecezja warszawska. W 2016 minister kultury i dziedzictwa narodowego Piotr Gliński podpisał z archidiecezją umowę o współprowadzeniu placówki i przekazaniu do końca 2018 kolejnych 28 mln zł na dokończenie urządzania muzeum oraz 0,8 mln zł na działalność bieżącą.
Ogólne dofinansowanie muzeum i Świątyni Opatrzności Bożej z funduszy państwowych wyniosło pod koniec 2019 ok. 90 milionów złotych.

## Działalność edukacyjna
Muzeum prowadzi działalność edukacyjną skierowaną do uczniów szkół podstawowych i liceów. Warsztaty prowadzone na terenie Muzeum, jak i w szkołach skupiają się na postaci Jana Pawła II – jego pielgrzymkach i przesłaniu, oraz na osobie Stefana Kardynała Wyszyńskiego. Muzeum prowadzi również popularny projekt „Warszawa Wojtyły”

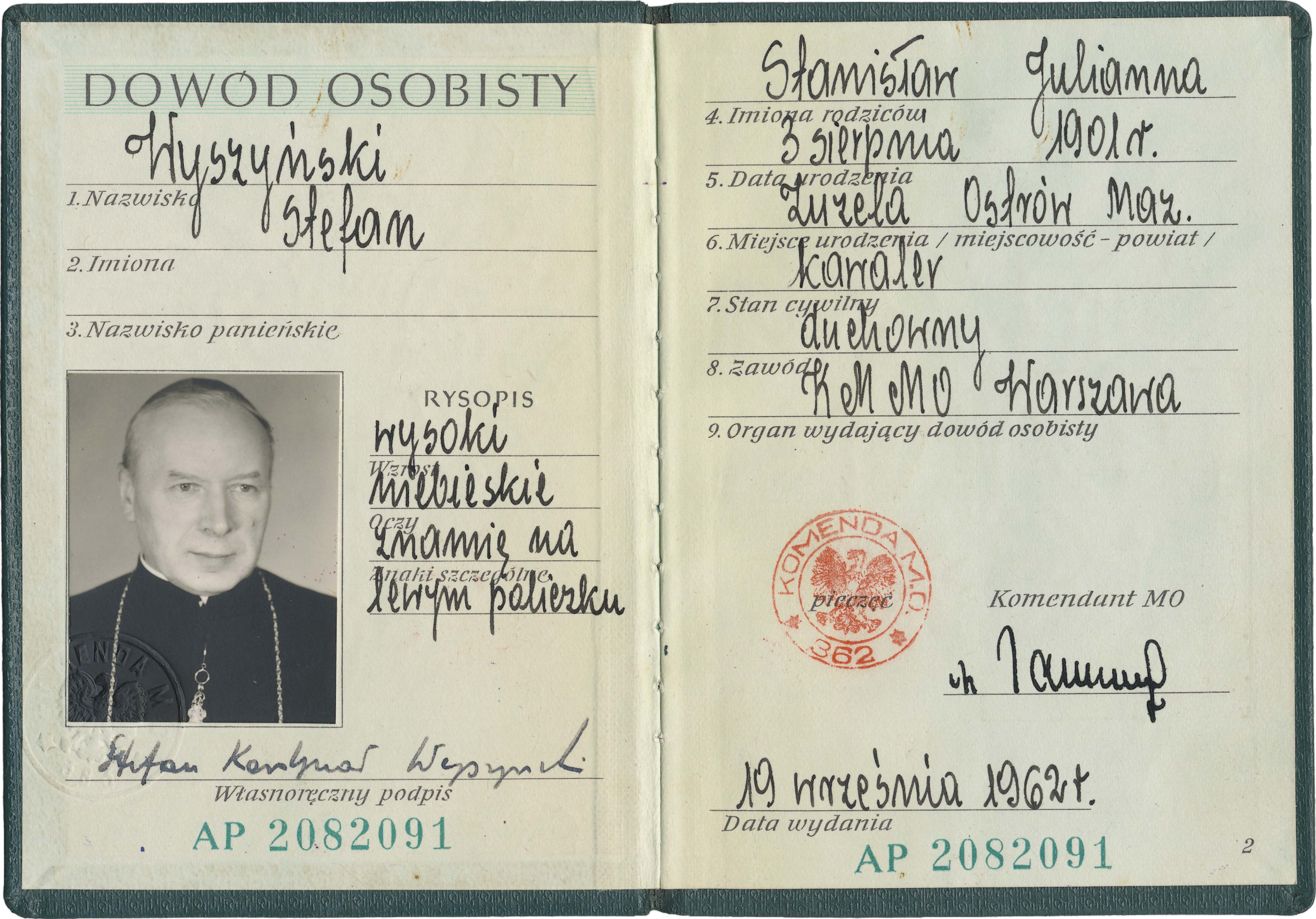
Skan dowodu osobistego kardynała Stefana Wyszyńskiego

Od roku 2011 Muzeum organizuje zwiedzanie Domu Arcybiskupów Warszawskich, w rocznicę śmierci prymasa Stefana Wyszyńskiego oraz w ramach Nocy Muzeów.
Muzeum organizuje i współorganizuje konferencje naukowe i popularnonaukowe i wystawy poświęcone kolejnym rocznicom pielgrzymek Jana Pawła II do Polski, których dorobek jest corocznie publikowany.
W ramach działalności edukacyjnej w muzeum funkcjonuje wolontariat. Wolontariusze są zaangażowani m.in. w projekty Będziesz miłował, Odetchnąć pięknem czy archiwum społeczne Mój profesor Wojtyła. Projekt Będziesz miłował w 2020 roku uzyskał nagrodę Ochotników Warszawskich Pokaż się z dobrej strony.